# Matt Guokas (1915)
Matthew George Guokas sr., detto Matt (Filadelfia, 11 novembre 1915 – Flourtown, 9 dicembre 1993), è stato un cestista statunitense, professionista nella BAA.
Era il padre di Matt Guokas jr. e il fratello di Al Guokas.

## Palmarès
- Campione BAA (1947)